# Японські воєнні злочини

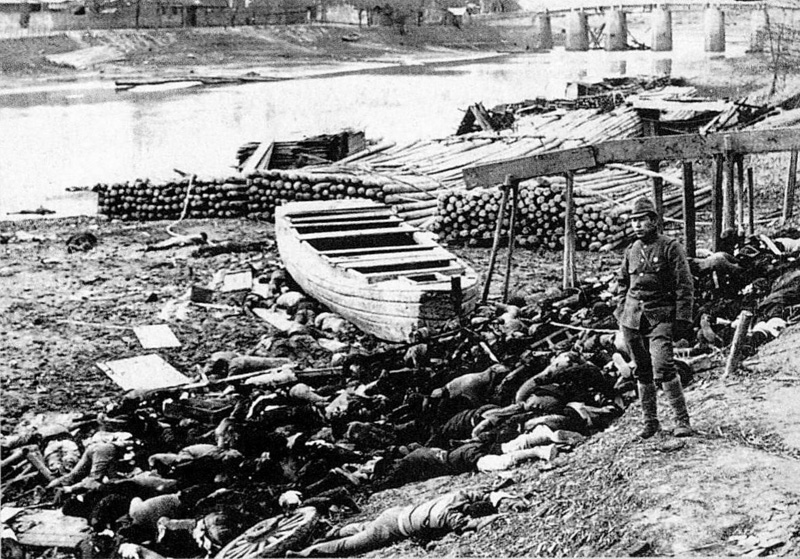
Тіла жертв вздовж річки Ціньхуай, від західних брам Нанкіна під час Нанкінської різанини

Воєнні злочини були скоєні Японською імперією в багатьох країнах Азійсько-Тихоокеанського регіону в період японського імперіалізму, насамперед під час другої китайсько-японської та другої світової війни особливо на тихоокеанському театрі воєнних дій. Ці злочини були описані як «азійський Голокост». Деякі воєнні злочини були скоєні японськими військовими наприкінці 19 століття, але більшість злочинів були скоєні в першій половині так званої ери Сьова, назва якої була дана за часів правління японського імператора Хірохіто.
Під час правління японського імператора Хірохіто, імператорська армія Японської імперії (IJA) та імперський флот Японської імперії (IJN) вчинили численні воєнні злочини, в різних частинах Азії, які призвели до загибелі мільйонів людей. Деякі історичні оцінки кількості смертей, які стали наслідком японських воєнних злочинів, коливаються від 3 до 14 мільйонів внаслідок різанини, експериментів на людях, голоду та примусової праці, які були безпосередньо вчинені японськими військовими, або через потурання японськими військовими та японським урядом. Деякі японські солдати зізналися у скоєнні цих злочинів. Пілотники повітряної служби імператорської армії Японської імперії та авіаційної служби імператорського флоту Японської імперії не були включені до переліку воєнних злочинців, оскільки не було на той час, позитивного чи конкретного звичайного міжнародного гуманітарного права, яке забороняло б незаконне ведення повітряної війни до або під час другої світової війни. Повітряна служба імперської армії Японської імперії брала участь у проведенні хімічних та біологічних атак на громадян Республіка Китай під час японсько-китайської війни та другої світової війни, при цьому використання такої зброї у війнах взагалі заборонялося міжнародними угодами, які раніше були підписані Японською імперією, в тому числі у Гаазьких конвенціях (1899 і 1907), які забороняли використання «отрути або отруєної зброї» у війні.
З 1950-х років високопоставлені урядовці повоєнної Японії офіційно та публічно приносили численні вибачення за воєнні злочини вчинені японськими вояками в попередніх війнах, в різних країнах Азії. Міністерство закордонних справ Японії стверджує, що Японія визнає свою роль у заподіянні «величезних збитків і страждань» під час другої світової війни, особливо щодо входу імперської армії Японської імперії в тогочасну столицю Китаю місто Нанкін, під час якого японська армія вбила велику кількість цивільних, та брала участь у грабежах та зґвалтуваннях жінок. При цьому деякі члени Ліберально-демократичної партії в японському уряді, такі як колишні прем’єр-міністри Японії Коїдзумі Дзюнітіро та Абе Сіндзо, молилися в святилищі Ясукуні, який є предметом суперечок, оскільки святиня вшановує всіх японців, які загинули під час різних воєн, включаючи засуджених на Токійському трибуналі воєнних злочинців класу А. В деяких підручниках з історії Японії прописані лише короткі посилання на різні воєнні злочини, а члени Ліберально-демократичної партії заперечують деякі звірства, такі як причетність уряду до викрадення жінок, щоб перетворити їх на«жінок для втіхи» (сексуальними рабинями).

## Визначення
Японські воєнні злочини були визначені Токійською хартією як «порушення законів і звичаїв війни» що включає злочини проти ворожих комбатантів і некомбатантів противника (ворога). Японські воєнні злочини також включали навмисні напади на громадян і майно нейтральних держав, оскільки вони підпадають під категорію некомбатантів, як, наприклад, напад на Перл-Гарбор. Військовослужбовці з Японської імперії були звинувачені або засуджені у вчиненні багатьох подібних дій у період японського імперіалізму з кінця 19-го до середини 20-го століть. Їх звинувачують у низці порушень прав людини проти мирних жителів і захоплених ними військовополонених інших держав, у Східній Азії та західній частині Тихого океану. Ці події досягли свого розквіту під час другої китайсько-японської війни 1937-1945 і Азійсько-Тихоокеанської кампанії Другої світової війни (1941-1945).

### Міжнародне та японське національне право
Японська імперія підписала Женевську конвенцію про військовополонених 1929 року та Женевську конвенцію про хворих і поранених 1929 року, але уряд Японської імперії відмовився ратифікувати «Конвенцію про військовополонених». У 1942 році японський уряд заявив, що буде дотримуватися положень Конвенції «зміна того, що має бути змінено». Вчинені японськими військовими злочини також підпадають під інші аспекти міжнародного та внутрішнього японського права. Наприклад, багато злочинів, скоєних японським військовим персоналом під час другої світової війни, порушували японське військове законодавство і підлягали японському військовому суду, як того вимагала японське законодавство.  Японська імперія також порушила міжнародні угоди, підписані Японською імперією, включаючи положення Гаазьких конвенцій (1899 і 1907), такі як захист військовополонених і заборона на використання хімічної зброї, Конвенцію про примусову працю 1930 року, яка забороняла примусову працю, 1921 року. Міжнародна конвенція про боротьбу з торгівлею жінками та дітьми, яка забороняє торгівлю людьми, та інші угоди. Уряд Японської імперії також підписав пакт Келлога-Бріанда (1929 р.), таким чином звинувачуючи його дії в 1937–1945 рр. у злочинах проти миру, обвинувачення, яке було висунуто на «Токійському процесі» для переслідування воєнних злочинців «класу А». Воєнні злочинці «класу B» були визнані винними у воєнних злочинах самі по собі, а воєнні злочинці «класу C» були винними у злочинах проти людства. Післявоєнний японський уряд також прийняв умови, встановлені Потсдамською декларацією (1945) після закінчення війни, включаючи положення статті 10 про покарання «всіх воєнних злочинців, у тому числі тих, хто чинив жорстоке ставлення до полонених». Законодавство Японії не визнає засуджених на судових процесах після 1945 року як  злочинців, попри те, що уряди Японії прийняли рішення, винесені під час судових процесів, а також положення у Сан-Францисському договорі (1952). Колишній прем'єр-міністр Японії Абе Сіндзо відстоював позицію, згідно з якою Японія визнавала Токійський трибунал і його рішення як умову припинення війни, але її вироки не мають відношення до внутрішнього законодавства Японії. За словами Абе Сіндзо, за японським законодавством засуджені за воєнні злочини не є злочинцями.

### Історичні та географічні масштаби
За межами Японії різні держави використовують дуже різні часові рамки для визначення японських воєнних злочинів.  Наприклад, анексія Корейської держави Японською імперією в 1910 році була забезпечена японськими військовими, а корейське суспільство та корейська керівна династія Чосон, були переведені (долучені / приєднанні) на політичну систему Японської імперії.
Таким чином, КНДР та Республіка Корея називають «японськими воєнними злочинами» події, що відбувалися в період перебування Кореї під японською окупацією.
Для порівняння, західні союзники не вступали у військовий конфлікт з Японською Імперією до 1941 року, а північноамериканці, австралійці, вихідці з Південно-Східної Азії та європейці можуть вважати «японськими воєнними злочинами» події, які сталися в період між 1942–1945 роках.
Японські воєнні злочини не завжди вчинялися етнічними японцями. Невелика меншість людей у кожній азійсько-тихоокеанській країні, захопленої або окупованої Японською імперією, співпрацювала з японськими військовими або навіть служила в них з різних причин, таких як економічні труднощі, примус чи антипатія до інших імперіалістичних держав(мається на увазі держави Європи). Крім японських цивільних і військових, китайці, корейці, маньчжури та тайванці, які були змушені служити в імператорській армії Японської імперії, також після війни були визнані винними у вчинені воєнних злочинів у складі імператорської армії Японської імперії.
Суверенітет Японської імперії над Кореєю та Тайванем у першій половині 20-го століття був визнаний міжнародними угодами — Шимоносекським договором 1895 року та Договором про анексію Японії та Кореї 1910 року — і в той час вони вважалися невід'ємними частинами Японської колоніальної імперії. Відповідно до сучасного міжнародного права існує ймовірність, що договір про анексію Японською імперією, Кореї був незаконним, оскільки під час підписання не проводилися консультації з корінним населенням країни, а також був збройний опір анексії Японською імперією, а також могли бути вчинені різні воєнні злочини, під час громадянських воєн. 

## Передумови

### Японський мілітаризм та імперіалізм
Мілітаризм, особливо під час імперіалістичної експансії Японської імперії, мав великий вплив на поведінку імператорської армії Японської імперії  як до, так і під час другої світової війни. Після проведення в Японії реформи державної влади, більш відомої в історії як реставрація Мейдзі та ліквідація сьоґунату Токугава, японський імператор став центром військової лояльності. Під час так званої «епохи імперіалізму» наприкінці 19 століття Японська імперія пішла за прикладом інших світових держав у розвитку колоніальної імперії, агресивно переслідуючи цю мету.
На відміну від багатьох інших великих держав, Японська імперія не ратифікувала Женевську конвенцію 1929 року — також відому як Конвенція про поводження з військовополоненими, Женева 27 липня 1929 року — яка була версією Женевської конвенції, яка охоплювала поводження з полоненими, під час воєн та під час другої світової війни. Тим не менш, Японська імперія ратифікувала Гаазькі конвенції 1899 і 1907 років, які містили положення щодо військовополонених, а також імперську прокламацію 1894 року про те, що японські солдати повинні докласти всіх зусиль, щоб виграти війну, не порушуючи міжнародного права. За словами японського історика Юкі Танаки, японські війська під час першої китайсько-японської війни без заподіяння шкоди звільнили 1790 китайських полонених після того, як вони підписали угоду що не будуть брати подальшої участі у війні з Японською імперією, якщо вони будуть звільнені. Після перемоги Японської імперії у російсько-японській війні 1904–1905 років усі 79 367 російських ув’язнених були звільнені та отримали оплату за виконану роботу відповідно до Гаазької конвенції. Так само поведінка японських військових у Першій світовій війні була принаймні настільки ж гуманною, як і поведінка інших військових під час цієї війни, що призвело до того, що деякі німецькі військовополонені, продовжили жити в Японській імперії після війни.

### Події 1930-х та 1940-х років
Наприкінці 1930-х років зростання мілітаризму в Японській імперії створило принаймні поверхневу схожість, між більш широкою японською військовою культурою та елітним військовим персоналом нацистської Німеччини, таких як наприклад, у Ваффен-СС. Японська імперія також мала військову таємну поліцію в рамках Імперській армії Японської імперії, відому як «Кемпейтай», яка мала схожість та нагадувала нацистське гестапо за своєю роллю в анексованих та окупованих державах, але ця структура існувала майже за десять років до народження А.Гітлера. Відчутна невдача або недостатня відданість японському імператору спричиняли б покарання, часто фізичне. Під час військової служби японські офіцери нападали та били людей під їхнім командуванням, які своєю чергою передавали побиття іншим, аж до найнижчих чинів. У таборах для військовополонених це означало, що в’язні отримували найгірші побиття з усіх, частково через переконання, що такі покарання були лише правильним методом боротьби з непокорою.
У міру того, як Японія продовжувала модернізацію на початку 20-го століття, її збройні сили прийшли до переконання, що успіх у бою буде забезпечений, якщо японські солдати, моряки та льотчики володітимуть «духом» Бусідо. Внаслідок кодексу поведінки «Бусідо» було «навіяно японському солдатові як частину його базової підготовки». Кожному солдатові вселяли, що померти за Імператора — найбільша честь, а здатися ворогові — боягузтво....«Бусідо», таким чином, пояснює, чому японські солдати, дислоковані в Нідерландській Ост-Індії, так жорстоко поводилися з військовополоненими, які перебувають у їх ув'язненні. Ті, хто здався японцям, незалежно від того, наскільки хоробро або чесно вони боролися, не заслуговували нічого, крім презирства; вони втратили будь-яку честь і буквально нічого не заслужили. Отже, коли японці вбивали військовополонених, розстрілюючи, обезголовлюючи топлячи, ці дії були виправдані, оскільки вони включали вбивство людей, які втратили всі права на гідне і поважне звернення. Хоча інтерновані цивільні особи безумовно ставилися до категорії, відмінної від військовополонених, розумно припустити, що мало місце «перетікає» вплив принципів «бусідо». Військові процеси над воєнними злочинцями в Нідерландській Ост-Індії, 1946-1949"

## Воєнні злочини
Імперська армія Японської імперії протягом 1930-х і 1940-х років часто порівнюють з військовими нацистської Німеччини з 1933 по 1945 рік через величезний масштаб руйнувань і страждань, які вони викликали. Велика частина суперечок щодо ролі Японської імперії у другій світовій війні обертається навколо рівня смертності військовополонених і цивільних осіб які потрапили під японську окупацію. Історик Стерлінг Сігрейв написав, що:
Визначити ймовірну кількість жертв війни в Японії складно з кількох цікавих причин, пов'язаних із західним сприйняттям. І американці, і європейці впали в скорботну звичку розглядати Першу світову війну, та Другу світову війну як окремі війни, не розуміючи, що вони переплітаються безліччю способів (а не тільки тим, що одне було наслідком іншої або необачної поведінки переможців після Першої світової війни).
Крім цієї основної помилки, більшість американців думають, що Друга світова війна в Азії почалася з атаки на Перл-Гарбор, британці - з битви за Сінгапур і падіння Сінгапуру і так далі. Китайці виправили б це, вказавши на «інцидент на мосту Марко Поло» як початок або раннє японське вторгнення в Маньчжурію або захоплення Маньчжурії Японією.
Насправді це почалося в 1895 з вбивства Японією корейської імператриці Менсон | королеви Мін, і вторгнення в Корею, що призвело до її поглинання Японією, за яким невдовзі було захоплення Японією південної Маньчжурії і т. д. - встановивши, що Японія перебуває у стані війни з 1895 по 1945 рік.
До 1895 року японське вторгнення у Корею (1592–1598) | Японія лише ненадовго вдерлася в Корею під час сьоґунату, задовго до Реставрації Мейдзі, і вторгнення не вдалося. Таким чином, оцінка Рудольфа Раммеля (Руммеля) в 6-10 мільйонів загиблих між 1937 роком (зґвалтування в Нанкіні) і 1945 роком може бути приблизно наслідком тимчасових рамок Голокосту, але це далеко не фактична кількість убитих японською військовою машиною.
Якщо додати, скажімо, 2 мільйони корейців, 2 мільйони маньчжурів, китайців, росіян, багатьох східноєвропейських євреїв як євреїв-сефардів, сефардів, так і євреїв-ашкеназі, ашкеназі та інших, убитих Японією 1895 та 1937 роками (за консервативними даними) загальна кількість жертв японців становить від 10 до 14 мільйонів людей.

Я припустив, що з них від 6 до 8 мільйонів були тими китайцями, незалежно від того, де вони прожили.
Відповідно до висновків Токійського трибуналу, рівень смертності серед військовополонених з азійських держав, утримуваних Японською імперією, становив 27,1%. Рівень смертності китайських військовополонених був набагато вищим, оскільки згідно з директивою, ратифікованою 5 серпня 1937 року японським імператором Хірохіто, обмеження міжнародного права щодо поводження з цими полоненими були зняті. Після капітуляції Японії було звільнено лише 56 китайських військовополонених. Після 20 березня 1943 року імператорський флот Японської імперії отримав наказ стратити всіх полонених, взятих у морі. 

### Напади на парашутистів і збитих льотчиків
Оскільки битва під Шанхаєм і Нанкіном означала початок другої світової війни в Азії, над Китаєм розгорілися запеклі повітряні бої між льотчиками ВПС Китаю та Військово-морських сил Японії та ВПС Японії, і незабаром японці перемогли. Відомо про обстріли збитих льотчиків, які намагалися спуститися в безпечне місце на парашутах; найперший зареєстрований акт японських льотчиків-винищувачів, які обстрілювали збитих льотчиків війни, стався 19 вересня 1937 року, коли пілот китайських ВПС лейтенант Лю Ланьцин (劉蘭清) 17-ї ескадрильї переслідування 3-ї групи переслідування, який керував винищувачами P-26 Model 281, були частиною місії перехоплення сили з 30 японських бомбардувальників і винищувачів, які атакували столицю Китаю Нанкін. Лейтенант Лю вирвався на парашуті після того, як його літак був підбитий і виведений з ладу, і, висівши на парашуті під час спуску, був убитий японськими пілотами, які по черзі обстрілювали його; його керівник польоту кап. Джон Хуан Сіньжуй намагався стріляти в тих японських льотчиків, які стріляли в безпорадного лейтенанта Лю, але сам був підбитий і змушений був рятуватися, чекаючи до останнього можливого моменту, щоб витягнути шнур парашуту, щоб уникнути жорстокості японських пілотів. Як наслідок, китайські та російські пілоти (так звані добровольці) були попереджені про те, що вони занадто рано розкривають парашути, якщо вилітають із постраждалого літака. Але навіть після безпечного спуску на парашуті японці все одно йшли за збитими льотчиками; 18 липня 1938 року радянський льотчик - доброволець Валентин Дудонов був збитий винищувачем A5M, яким керував Нанго Мочіфумі, після чого Дудонов вирвався на парашуті і приземлився на піщаному берегу озера Поянг, лише щоб його постійно обстрілював інший A5M. Дудонов, бігаючи дикими зигзагами і врешті сховавшись під водою в озері, вижив, коли японський A5M нарешті вилетів. Коли США вступили у війну в 1941 році, вони також пережили багато страшних і трагічних воєнних злочинів, які роз’яснюються та підлягають переслідуванню відповідно до протоколів Женевської конвенції.

### Напади на нейтральні держави
Відповідно до статті 1 Гаазької конвенції 1907 року «Про початок бойових дій» Дана конвенція забороняла розпочинати військові дії проти нейтральних держав «без попереднього і явного попередження у формі вмотивованого оголошення війни або ультиматуму з умовним оголошенням війни» так стаття 2 даної конвенції вказує, що «про існування воєнного стану нейтральні держави повинні бути повідомлені негайно і не набуде чинності щодо них до отримання повідомлення, яке, однак, може бути дано телеграфом». Японські дипломати мали намір доставити повідомлення до США за тридцять хвилин до нападу на Перл-Гарбор 7 грудня 1941 року, але воно було доставлено уряду США через годину після закінчення нападу. Токіо передав сповіщення з 5000 слів (зазвичай його називають «повідомленням із 14 частин») у двох блоках до посольства Японії у Вашингтоні, але транскрипція повідомлення зайняла занадто багато часу, щоб японський посол встиг доставити його. Повідомлення з 14 частин фактично йшлося про відправку повідомлення американським офіційним особам про те, що мирні переговори між Японією та США, ймовірно, будуть припинені, а не оголошення війни. Насправді, японські чиновники добре усвідомлювали, що Послання з 14 частин не було належним оголошенням війни, як того вимагає Гаазька конвенція 1907 року «Про початок бойових дій». Вони все одно вирішили не оголошувати війну належним чином, оскільки боялися, що це розкриє американцям можливий витік їх секретної операції. Деякі історичні заперечники та прихильники теорії змови звинувачують, що президент США Франклін Д. Рузвельт добровільно допустив напад, щоб створити привід для війни, але не існує жодних достовірних доказів на підтримку цієї заяви. На наступний день після нападу на Перл-Гарбор Японська імперія оголосила війну США, і у відповідь США того ж дня оголосили війну Японській імперії.
Одночасно з бомбардуванням Перл-Харбора 7 грудня 1941 року (час Гонолулу) Японська імперія вторглася в британську колонію Малайю і розбомбила Сінгапур, а також розпочала наземні дії в Гонконзі без оголошення війни чи ультиматуму. І США, і Британська імперія були нейтральними, коли Японська імперія напала на їхні території без явного попередження про стан війни.

США офіційно класифікували всіх 3649 військових і цивільних втрат і знищення військового майна в Перл-Гарборі як некомбатантів, оскільки на момент нападу між США та Японською імперією не було стану війни.   Джозеф Б. Кінан, головний прокурор Токійського процесу, каже, що напад на Перл-Гарбор не тільки відбувся без оголошення війни, але також був «зрадницьким і обманним актом». Насправді, Японська імперія та США все ще вели переговори щодо можливої мирної угоди, яка дуже відволікала американських чиновників, коли японські літаки почали атаку на Перл-Гарбор. Кінан пояснив визначення загарбницької війни та злочинність нападу на Перл-Гарбор:

Концепція агресивної війни може бути виражена з точністю наукової формули чи описана як об'єктивні дані фізичних наук. Агресивна війна — це не лише фізичний факт, який потрібно спостерігати та визначати, як дію законів матерії. Це швидше діяльність, пов'язана з несправедливістю між націями, яка доходить до рівня злочинності через її згубні наслідки для загального блага міжнародного суспільства. Несправедливість агресивної війни злочинна в її крайніх проявах, що розглядаються як з погляду волі агресора завдати шкоди, так і з погляду шкідливих наслідків, які випливають із цього...Несправедлива війна – це явні злочини, а не просто правопорушення. чи порушення договорів. Цей акт включає в себе навмисне, навмисне та необґрунтоване знищення життя, здоров'я та майна, предмет, який вважається злочинним за законами всіх цивілізованих народів. Атака на Перл-Гарбор порушила пакт Келлогга-Бріана та Гаазька конвенція III. Крім того, воно порушило статтю 23 Додатка до IV Гаазької конвенції від жовтня 1907 року... Але не тільки напад на Перл-Гарбор призвело до вбивства та винищення тисяч людей. Це не закінчилося лише знищенням майна. Це був прямий акт підриву та руйнування надії на мир у всьому світі. Коли нація вдається до обману і зради, використовуючи періоди переговорів і самі переговори як прикриття для прикриття атаки, це є яскравим прикладом злочину всіх злочинів. Кінан, Джозеф Беррі і Браун, Брендан Френсіс.«Злочини проти міжнародного права», Public Affairs Press, Вашингтон, 1950, с. 57–87 «Токійська стенограма», 13 травня 1946 р., с.
Японський адмірал Ісороку Ямамото, який планував напад на Перл-Гарбор, цілком усвідомлював, що якщо Японська імперія програє війну, його судитимуть як воєнного злочинця за цей напад, (хоча він був убитий ВВС США під час операції «Помста» у 1943 році). На Токійському процесі прем'єр-міністр Японської імперії Хідекі Тодзьо; Сігенорі Того, тодішній міністр закордонних справ; Сігетаро Сімада, міністр військово-морського флоту; і Осамі Нагано, начальник військово-морського генерального штабу, були звинувачені у злочинах проти миру (звинувачення з 1 по 36) і вбивстві (звинувачення від 37 до 52) у зв'язку з нападом на Перл-Гарбор. Поряд із воєнними злочинами та злочинами проти людства (звинувачення з 53 по 55), Тоджо був серед семи японських лідерів, засуджених до смертної кари та страчених через повішення в 1948 році, Сігенорі Того отримав 20 років ув'язнення, Сімада отримав довічне ув'язнення, а Нагано помер через природні причини під час судового процесу в 1947 році.
Протягом багатьох років багато японських націоналістів стверджували, що напад на Перл-Гарбор був виправданий як акт самооборони у відповідь на нафтове ембарго, введене США. Більшість істориків та вчених погоджуються, що нафтове ембарго не може використовуватися як виправдання для застосування військової сили проти іноземної держави, яка вводить ембарго, оскільки існує чітка різниця між уявленням про те, що щось є важливим для добробуту національної держави, і загрозою, що є достатньою мірою, серйозно, щоб виправдати акт сили у відповідь, який Японська імперія не змогла розглянути. Японський вчений і дипломат Такео Ігучі стверджує, що «важко сказати з погляду міжнародного права, що здійснення права на самооборону від економічного тиску вважається дійсним». Хоча Японська імперія вважала, що її мрії про подальшу експансію будуть повністю зупинені американським ембарго, ця «потреба» не може вважатися пропорційною знищенням, яких зазнав Тихоокеанський флот США в Перл-Гарборі, які японські військові планувальники планували зруйнувати, наскільки це можливо.

### Масові вбивства
Р. Дж. Раммель, професор політології Гавайського університету, вважав, що між 1937 і 1945 роками японські військові вбили від трьох до десяти мільйонів людей, швидше за все, з них шість мільйонів були китайцями, решта індійцями, корейцями, малайзійцями, індонезійцями, філіппінцями й в'єтнамцями, серед інших, були в тому числі європейські, американські та австралійські військовополонені. За словами Раммеля, «Цей демоцид [тобто смерть уряду] був спричинений моральною збанкрутілістю політичної та військової стратегії, військової доцільності та звичаїв, а також національною культурою». За даними Р. Дж. Раммеля лише в Китаї з 1937 по 1945 рр. приблизно 3,9 мільйона китайців були вбиті, в основному мирні жителі, в результаті японських військових операцій і загалом 10,2 мільйона китайців були вбиті в ході війни. Найбільш сумнозвісним інцидентом цього періоду була Нанкінська різанина 1937–1938 років, коли, згідно з висновками Міжнародного військового трибуналу для Далекого Сходу, імперська армія Японської імперії знищила до 260 000 мирних жителів і військовополонених, хоча деякі з них оцінювали що чисельність знищених людей досягає 350 тис. На вході в Меморіального залу жертв різанини в Нанкіні японськими загарбниками нанесена цифра 300 000 загиблих.
Під час другої китайсько-японської війни японці дотримувалися так званої «політики вбивства», включаючи вбивства, вчинені проти меншин, таких як мусульмани хуей у Республіці Китай. За словами Ван Лея, «у селі Хуей у окрузі Гаочен провінції Хебей японці захопили в полон двадцять чоловіків хуей, серед яких вони звільнили лише двох молодших чоловіків через «викуп», і закопали живцем інших вісімнадцять чоловіків хуей. У селі Менцунь провінції Хебей японські військові вбили понад 1300 людей хуей протягом трьох років після окупації цієї території». Японці також осквернили та знищили мечеті, зруйнували також кладовища Хуей. Після зґвалтування в Нанкіні, мечеті в Нанкіні були знайдені заповненими трупами. Багато мусульман-хуей під час другої китайсько-японської війни воювали проти імперської армії Японської імперії.
Крім цього, мусульманське повіт Хуей Дачан зазнав масових вбивств з боку імперської армії Японської імперії.
Одним з найбільш сумнозвісних інцидентів цього періоду була Різанина Парит Сулонг в Малазії, коли, відповідно до висновків Міжнародного військового трибуналу для Далекого Сходу, імперської армії Японської імперії вбила близько п'ятисот військовополонених, хоча існують більш високі оцінки.  Подібним злочином була різанина Чанцзяо в Китаї. Повернувшись у Південно-Східну Азію, вони вчинили різанину в Лахі що призвела до смерті 705 військовополонених на острові Амбон в Індонезії, а в сінгапурському госпіталі Олександра сотні поранених солдатів союзників, невинних громадян і медичний персонал були вбиті імперською армією Японської імперії.
У Південно-Східній Азії імперська армія Японської імперії вчинила різанину в Манілі в лютому 1945 року що призвела до загибелі не менше 100 000 мирних жителів на Філіппінах. Підраховано, що принаймні один з кожних 20 філіппінців загинув від рук японців під час їх окупації. У Сінгапурі в лютому і березні 1942 року, імперською армією Японської імперії вчинила різанину Сук Чін була систематичним винищенням ворожих елементів серед китайського населення. Лі Куан Ю, колишній прем’єр-міністр Сінгапуру, сказав під час інтерв’ю National Geographic, що жертв було від 50 000 до 90 000, тоді як, за словами генерал-майора Кавамура Сабуро, загалом було 5 000 втрат.
Були й інші масові вбивства мирного населення, вчинені імперською армією Японської імперії наприклад різанина в Калагоні. У Південно-Східній Азії воєнного часу заморська китайська та європейська діаспора були особливою мішенню японських зловживань; у першому випадку, мотивований синофобією стосовно до історичного простору та впливу китайської культури, яких не існувало на корінних жителів Південно-Східної Азії, а в другому — мотивованим расистським паназійством і бажанням показати колишнім колоніальним підданим безсилля їхніх західних господарів. Японці стратили всіх малайських султанів на Калімантані і знищили малайську еліту в інцидентах на Понтіані. Під час повстання Джесселтона японці вбили тисячі місцевих цивільних під час японської окупації британського Борнео і майже знищили все мусульманське населення сулуків на прибережних островах. Під час японської окупації Філіппін, коли моро-мусульманин джураментадо здійснив напад смертників на японців, японці вбили всю сім'ю або село цього чоловіка. 
Історик Міцуйоші Хімета повідомляє, що «Політика трьох усіх» (Санко Сакусен) була реалізована в Китаї з 1942 по 1945 рік і сама по собі ця політика була відповідальною за смерть «понад 2,7 мільйона» китайського цивільного населення.  Ця стратегія випаленої землі, санкціонована самим японським імператором Хірохіто, скерував японські сили на «вбити всіх, спалити все та пограбувати все», що спричинило багато масових вбивств, таких як різанина в Панцзяюй, де було вбито 1230 китайців, а також були вбиті полонені військовослужбовці союзників і цивільне населення були вбиті в різних інцидентах, включаючи наступне:
- Розправа в Олександрівській лікарні
- різанина в Лаха[70]
- різанина на острові Банка[71]
- Різнина Паріт Сулонг
- Палаванське вбивство
- Різанина  здійснена японським підводним човном
- Різанина на острові Вейк
- Тінта різанина
- Марш смерті Батаан
- Різанина на острові Сулуг
- Інциденти в Понтіані
- різанина в Манілі (одночасно з битвою за Манілу)

Японська імперія створила спеціальні японські військові підрозділи, які проводили експерименти на цивільних і військовополонених у Китаї. Одним з найбільш сумно відомих був підрозділ 731 під керівництвом японського офіцера Сіро Ісії. Блок 731 був створений за наказом самого японського імператора Хірохіто. Жертв піддавали експериментам, включаючи, але не обмежуючись, вівісекцію, ампутації без анестезії, випробування біологічної зброї, переливання крові коней та введення крові тварин у їхні трупи. Анестезію не використовували, оскільки вважалося, що анестетики негативно вплинуть на результати експериментів.
Щоб визначити лікування обмороження, ув'язнених виводили на вулицю у морозну погоду та залишали з відкритими руками, періодично обливаючи їх водою до повного замерзання. Пізніше руку ампутували; лікар повторював процес від плеча жертви до плеча. Після того, як обидві руки зникли, лікарі перейшли до ніг, доки не залишилися тільки голова та тулуб. Потім жертву використовували для експериментів із чумою та патогенами. Генерал Сіро Ісії: його спадщина — спадщина генія та божевільного.
За однією з оцінок, лише експерименти, проведені блоком 731, призвели до 3000 смертей. Крім того, за даними Міжнародного симпозіуму про злочини бактеріологічної війни 2002 року, кількість людей, убитих під час бактеріологічної війни Імператорської армії Японської імперії та експериментів на людях, становить близько 580 000. Керівники підрозділу 731 Імператорської армії Японської імперії після завершення війни, не були притягнені до відповідальності за воєнні злочини в обмін на передачу ними результатів своїх досліджень союзникам. Повідомляється, що вони також отримали відповідальні посади в японській фармацевтичній промисловості, медичних школах та міністерстві охорони здоров’я.
Один випадок експериментів на людях стався в самій Японській імперії. Принаймні дев'ять із 11 членів лейтенанта, Екіпаж 29-ї бомбардувальної групи Марвіна Воткінса (6-ї ескадрильї бомбардувань) пережив катастрофу свого бомбардувальника B-29 ВПС США на Кюсю 5 травня 1945 року. Командира бомбардувальника відокремили від його екіпажу і відправили до Токіо на допит, а інших, що вижили, доставили на анатомічний факультет Університету Кюсю у Фукуоці, де їх піддали вівісекції або вбили.
У Китаї японські війська вели безжальну біологічну війну проти китайського цивільного населення та китайських військових. Японські військові авіатори розпилювали бліх, які переносять мікроби чуми, над мегаполісами, створюючи епідемії бубонної чуми. Імператорська армія Японської імперії використовували фляги з хвороботворними мікробами, серед яких холера, дизентерія, черевний тиф, сибірська виразка і паратиф, для забруднення річок, колодязів, водойм і будинків; змішана їжа зі смертельними бактеріями, щоб заразити голодних китайське цивільне населення; і навіть роздавали місцевим дітям шоколад, наповнений бактеріями сибірки.
Протягом останніх місяців Другої світової війни Японська імперія планувала використати чуму як біологічну зброю проти мирного населення США в Сан-Дієго, Каліфорнія, під час операції «Цвітіння сакури вночі», сподіваючись, що чума поширить жах серед населення США і тим самим відрадить США від нападу на Японську імперію. План повинен був бути  запущений вночі 22 вересня 1945 року, але Японська імперія капітулювала за п’ять тижнів до цього.
11 березня 1948 року 30 осіб, у тому числі кілька лікарів і одна жінка-медсестра, були притягнуті до суду союзним трибуналом за воєнні злочини. Були висунуті різні звинувачення, так звинувачення в канібалізмі були зняті, але 23 людини були визнані винними у вівісекції або незаконному вилученні частин тіла. П’ятьох  засудили до смертної кари, чотирьох до довічного ув’язнення, решту – до менших термінів. У 1950 році військовий губернатор Японії генерал США Дуглас Макартур змінив усі смертні вироки і значно скоротив більшість термінів ув'язнення. Усі засуджені за університетську вівісекцію були звільнені після 1958 року.
У 2006 році колишній медичний працівник імператорської армії Японської імперії пан Акіра Макіно заявив, що йому було наказано — у рамках його навчання — провести вівісекцію близько 30 цивільних ув’язнених на Філіппінах у період з грудня 1944 року по лютий 1945 року. Операції включали також і ампутації.  Більшість жертв Макіно були мусульманами моро. Кен Юаса, колишній військовий лікар у Китаї, також зізнався в подібних інцидентах, в яких його змушували брати участь.
Імператорський дім Японії відповідав за програми експериментів на людях, оскільки члени імператорської родини, включаючи, але не обмежуючись, принц Нарухіко Хіґасікуні, принца Тітібуномія Ясухіто, принца Мікасу та принца Такеда Цунейоші, брали участь у програмах різними способами, які включав дозвіл, фінансування, постачання та інспектування біомедичних установ.

### Застосування хімічної зброї
За словами японських істориків, Йошіакі Йошімі та Кентаро Авайя, під час Другої китайсько-японської війни, газова зброя, така як сльозогінний газ, використовувалася лише епізодично в 1937 році, але на початку 1938 року  імператорська армія Японської імперії почала повномасштабне використання фосгену, хлору, Льюїзит і нудотний газ (червоний), а з середини 1939 року іприт (жовтий) використовували проти військ Гоміндану та комуністичного Китаю.
За словами Йошімі і Сейя Мацуно, японський імператор Хірохіто підписав накази, що визначають використання хімічної зброї в Китаї. Наприклад, під час битви за Ухань з серпня по жовтень 1938 року, японський імператор дозволив використання токсичного газу у 375 окремих випадках, попри на Гаазьку декларацію IV 1899 року, 2 – Декларацію про використання снарядів, метою яких є поширення Задушливі або шкідливі гази і стаття 23 (a) IV Гаазької конвенції 1907 року – Закони та звичаї сухопутної війни. Резолюція, прийнята Лігою Націй 14 травня, засуджує використання Японською імперією отруйного газу.
Іншим прикладом є битва при Ічані в жовтні 1941 року, під час якої 19-й артилерійський полк допоміг 13-й бригаді 11-ї армії Японської імперії, випустивши 1000 жовтих газових снарядів і 1500 червоних газових снарядів по китайським військам. Район був переповнений цивільним населення переважно китайцями, які не змогли евакуюватися. У цьому районі перебувало близько 3000 китайських солдатів, 1600 постраждали. У японському звіті зазначено, що «ефект газу виглядає значним».
У 2004 році Йошімі та Юкі Танака виявили в Австралійському національному архіві документи, пов'язані з другою світовою війною,  які показують, що ціанідний газ був випробуваний на австралійських та нідерландських полонених у листопаді 1944 року на островах Кай (Індонезія).

### Катування та вбивства військовополонених
Імператорська армія Японської імперії широко застосовували катування до в’язнів та військовополонених, як правило, щоб швидко зібрати військову (розвід) інформацію. Закатованих в’язнів згодом часто страчували. Так колишній офіцер імператорської армії Японської імперії, який служив у Китаї, Уно Шінтаро, заявив:
Основним засобом отримання розвідданих було отримання інформації шляхом допиту в'язнів. Катування були неминучою необхідністю. Вбивати та ховати їх слід природним чином. Ти робиш це, щоб тебе не впізнали. Я вірив і чинив так, бо був переконаний, що роблю. Ми виконали свій обов'язок відповідно до вказівок наших господарів. Ми зробили це заради нашої країни. З нашого синівського обов'язку перед нашими предками. На полі бою ми ніколи особливо не замислювалися про китайців. Коли ви виграєте, ті, що програли, виглядають дуже нещасними. Ми дійшли висновку, що люди Ямато, Ямато (японська) раса була чудовішими.Харуко Тая Кук і Теодор Ф. Кук, «Японія у війні», 1993, ISBN 1-56584-039-9, с.153.
Ефективність тортур також могла бути контрпродуктивною для військових зусиль Японської імперії. Після скидання атомних бомб на міста Японської імперії, а саме на Хіросіму та Нагасакі, під час Другої світової війни японські військові закатували захопленого в полон американського пілота-винищувача P-51 на ім’я Маркус Мак Ділда, щоб дізнатися, скільки атомних бомб було в союзників і які в них майбутні цілі. Мак Ділда, який нічого не знав ні про атомну бомбу, ні про Манхеттенський проєкт, під час катування «зізнався», що у США було 100 атомних бомб і що наступними мішенями були Токіо та Кіото:
Як відомо, при розщепленні атомів вивільняється багато плюсів та мінусів. Що ж, ми взяли їх, помістили у величезний контейнер і відокремили свинцевим щитом. Коли ящик випадає з літака, ми розплавляємо свинцевий щит, плюси та мінуси сходяться. Коли це відбувається, відбувається величезний спалах блискавки й вся атмосфера над містом відкидається назад! Потім, коли атмосфера відкочується назад, це викликає жахливий удар грому, що збиває з ніг усе, що під ним. Маркус Мак Ділда
Неправдиве зізнання  американського військового Мак Ділди, можливо, вплинуло на рішення японських лідерів здатися. На думку багатьох істориків, одним з улюблених засобів японських катів було «імітаційне утоплення», при якому голову знерухомленої жертви обливали водою, поки вони не задихнуться і не втратять свідомість. Потім їх жорстоко реанімували (зазвичай, коли кат стрибав їм на живіт, щоб вигнати воду), а потім його знову піддавали новому сеансу катувань. Весь процес може повторюватись близько двадцяти хвилин.

### Страта та вбивство захоплених льотчиків союзників
Багато союзних льотчиків, захоплених японськими військовими на суші або в морі, були страчені відповідно до офіційної політики Японської імперії. Під час битви за Мідуей у червні 1942 року японські військові кораблі помітили трьох американських пілотів, які були збиті та висаджені в морі. Після нетривалих допитів двох льотчиків було вбито, їх тіла потім прив’язали до п’ятигалонних балонів з гасом, наповнених водою, і скинули за борт з есмінця Макігумо; третій був убитий, а його тіло викинули за борт з Араші. 
13 серпня 1942 року Японська імперія прийняла Закон про ворожих льотчиків, у якому говорилося, що льотчики союзників, які бомбили невійськові об’єкти на Тихоокеанському театрі й були захоплені японськими військами, підлягали суду та покаранню, попри на відсутність будь-якого міжнародного права, що містить положення щодо повітряної війни. Цей закон був прийнятий у відповідь на рейд армії США, в історії відомий як рейд Дуліттла, 18 квітня 1942 року, під час якого американські бомбардувальники B-25 під командуванням підполковника Джеймса Дуліттла бомбили Токіо та інші японські міста. Відповідно до Гаазької конвенції 1907 року (єдина конвенція, яку Японія ратифікувала щодо поводження з військовополоненими), будь-який військовий персонал, захоплений на суші або на морі ворожими військами, повинен був розглядатися як військовополонений і не карався за те, що він був просто законними комбатантами. Вісім рейдерів Дулітла, захоплених під час приземлення в Китаї (за чотири місяці до ухвалення Закону), були першими екіпажами союзників, які були доставлені до керованого суду в Шанхаї згідно з цим актом, обвинувачених у нібито (але недоведеному) обстрілі японських цивільних під час Рейду Дулітла. Рейд восьми членам екіпажу було заборонено захищатися, і, попри на відсутність законних доказів, вони були визнані винними в участі у повітряних військових операціях проти Японської імперії. П'ять із восьми вироків замінено довічним ув'язненням; інших трьох льотчиків відвезли на цвинтар під Шанхаєм, де 14 жовтня 1942 року їх стратили через розстріл.
Закон про ворожих льотчиків сприяв загибелі сотень льотчиків союзників під час війни на Тихому океані. За оцінками, 132 союзних льотчика, збитих під час кампанії бомбардувань Японської імперії в 1944–1945 роках, були страчені без судочинства після коротких судових процесів під час військових судів. Імператорська армія Японської імперії свідомо вбили 33 американських льотчиків у Фукуоці, у тому числі п’ятнадцять були обезголовлені невдовзі після того, як 15 серпня 1945 року уряд Японської імперії оголосив про намір капітулювати.  Натовпи цивільних також вбили кількох союзних льотчиків до того, як прибули японські військові, щоб взяти їх під варту. Ще 94 льотчиків загинули з інших причин під час ув'язнення в Японській імперії, у тому числі 52 були вбиті, коли їх навмисно покинули у в'язниці під час бомбардування Токіо 24–25 травня 1945 року.

### Канібалізм
Багато письмових звітів і свідчень, які були зібрані Австралійською секцією воєнних злочинів Токійського трибуналу та досліджені прокурором Вільямом Веббом (майбутнім головним суддею вищезгаданого трибуналу), вказують на те, що японський персонал вчиняв акти канібалізму проти військовополонених союзників у багато частинах Азії та Тихого океану. У багатьох випадках ці акти канібалізму були викликані постійно зростаючими нападами союзників на японські лінії постачання, а також смертю та хворобами японського військового персоналу, які були наслідком голоду. За словами історика Юкі Танаки: «канібалізм часто був систематичною діяльністю, яку проводили цілі загони, які перебували під командуванням офіцерів». Це часто передбачало вбивство з метою затримання тіл. Наприклад, індійський військовополонений Хавільдар Чангді Рам засвідчив, що: «12 листопада 1944 року,  Кемпейтай обезголовив [союзницького] льотчика. Я бачив це з-за дерева і спостерігав, як дехто з японців зрізав м’ясо з його рук, ніг, стегон, сідниць і відносив його до своїх квартир...Вони нарізали його [на] дрібні шматочки і смажили».

У деяких випадках м’ясо вирізали з живих людей: інший індійський військовополонений, Ленс Найк Хатам Алі (згодом громадянин Пакистану), свідчив у Новій Гвінеї і заявив:
Японці почали відбирати полонених, і щодня солдати виводили одного полоненого, вбивали та з'їдали його. Я особисто бачив, як це відбувалося і близько 100 полонених були з'їдені тут японцями. Решту відвезли в інше місце за 80 км від нас, де 10 ув'язнених померли від хвороб. Тут японці знову почали відбирати полонених для їжі. Відібраних відвели в хатину, де їхнє тіло зрізали з тіл, доки вони були живі, і кинули в канаву, де вони пізніше померли. Лорд Рассел з Ліверпуля (Едвард Рассел), Лицарі бусідо, коротка історія японських воєнних злочинів», Greenhill books, 2002, с.121.
Згідно з іншим повідомленням Джемадара Абдула Латіфа з 4/9 з полку індійської армії, якого врятувала австралійська армія в затоці Сепік у 1945 році: 
У селі Суайд японський медичний працівник періодично відвідував індіанське поселення і щоразу вибирав найздоровіших чоловіків. Цих чоловіків забрали нібито для виконання службових обов'язків, але вони так і не з'явилися. Японці їли індійських військовополонених, використовували їх як живі мішені під час другої світової війни.
Одним з найвищих офіцерів імператорської армії Японської імперії, який був засудженим за канібалізм, був генерал-лейтенант Йошіо Тачібана (яп. 立花芳夫), якого разом з 11 іншими японцями судили у серпні 1946 року у зв’язку зі стратою льотчиків ВМС США та канібалізмом принаймні одного з них у серпні 1944 року на Чічі Джима, в Бонінські острови. За наказом Йошіо Тачібана льотчики були обезголовлені. Оскільки військове та міжнародне право не стосуються канібалізму, їх судили за вбивство та «запобігання почесному похованню». Генерал-лейтенанта Йошіо Тачібана засудили до страти й повісили.

### Голод, який можна було уникнути
Смерті, спричинені переведенням ресурсів для забезпечення імператорської армії Японської імперії в окупованих ними країнах, також багато людей з цих країн вважають воєнними злочинами.  Мільйони мирних жителів у Південній Азії – особливо у В’єтнамі та Нідерландській Ост-Індії (Індонезія), які були основними виробниками рису – загинули під час голоду, якого можна було уникнути в 1944–1945 роках.

### Примусова праця
Використання імперською армією Японської імперії примусової праці азійського, цивільного населення, а також військовополонених також спричинило багато смертей. Відповідно до спільного дослідження істориків, включаючи Чіфен Джу, Міцуйоші Хімету, Тору Кубо та Марка Пітті, понад 10 мільйонів китайського цивільного населення було мобілізовано до «Ради розвитку Японії в Азії» для виконання в примусовій праці. Понад 100 000 мирних жителів і військовополонених загинули під час будівництва Бірмсько-Сіамської залізниці.
Бібліотека Конгресу США підрахувала, що на острові Ява імперська армія Японської імперії змусила працювати від чотирьох до десяти мільйонів ромуша «робочі особи». Близько 270 000 цих робітників-яванців були відправлені в інші райони Південно-Східної Азії, які контролювала Японська імперія, але лише 52 000 було репатрійовано назад до острова Ява, що, ймовірно, свідчить ймовірно про вісімдесят відсотків смертності.
За словами історика Акіри Фудзівари, японський імператор Хірохіто особисто ратифікував рішення про зняття обмежень міжнародного права (Гаазьких конвенцій) щодо поводження з китайськими військовополоненими в директиві від 5 серпня 1937 року. Це повідомлення також рекомендувало штабним офіцерам імперської армії Японської імперії припинити використання терміна «військовополонені». Женевська конвенція звільняла військовополонених сержантського чину або вище від фізичної праці та передбачала, що ув’язнені, які виконують роботу, повинні бути забезпечені додатковими пайками та іншими предметами першої потреби. У той час Японська імперія не підписала Женевську конвенцію про військовополонених 1929 року, і тому імперська армії Японської імперії не дотримувалися цієї конвенції, хоча ратифікували Женевську конвенцію 1929 року про хворих і поранених.

### Зґвалтування
Вирази, або терміни (яп. 慰安婦, укр. «жінки для втіхи») або (яп. 従軍慰安婦, укр. воєнні жінки для втіхи) є евфемізмами для жінок, які використовуються у військових публічних будинках створених Японською імперією в окупованих ними країнах, багато з цих жінок яких були насильно завербовані або завербовані шляхом шахрайства, вважаються жертвами сексуального насильства та/або сексуального рабства.
У 1992 році японський історик Йошіакі Йошімі опублікував матеріал, заснований на власних дослідженнях в архівах Японського національного інституту оборонних досліджень. Йошіакі Йошімі стверджував, що існує прямий зв'язок між імперськими установами, такими як Коаїн, і «станціями комфорту». Коли висновки Йошімі були опубліковані в японських ЗМІ 12 січня 1993 року, вони викликали сенсацію і змусили японський уряд в особі головного секретаря японського уряду Като Коічі визнати деякі факти того ж дня. 17 січня прем'єр-міністр Японії Кійті Міядзава приніс офіційні вибачення за страждання жертв під час поїздки до Республіки Корея. 6 липня та 4 серпня уряд Японії оприлюднив дві заяви, в яких визнав, що «станції комфорту діяли у відповідь на запит військових того часу», «японські військові прямо чи опосередковано були залучені до створення та управління станціями комфорту та переміщення жінок для втіх», а також те, що жінок «у багатьох випадках завербували проти власної волі шляхом умовлянь і примусу».

Суперечка через це знову розгорілася 1 березня 2007 року, коли прем'єр-міністр Японії Абе Сіндзо згадав про пропозиції, що комітет Палати представників США закликає японський уряд «вибачитися та визнати» роль імператорської армії Японської імперії у сексуальному рабстві під час війни. Але  прем'єр-міністр Японії Абе Сіндзо заперечив, що це стосується станцій комфорту. «Немає жодних доказів, які б довели, що був примус, нічого, що б це підтвердило». Коментарі прем'єр-міністр Японії Сіндзо Абе викликали негативну реакцію за кордоном. Наприклад, у редакційній статті New York Times від 6 березня говорилося:
Це були комерційні будинки. Сила, явна та неявна, використовувалася при вербуванні цих жінок. Там відбувалися серійні зґвалтування, а не проституція. Участь японської армії задокументовано у файлах захисту уряду. Високопосадовець Токіо більш-менш вибачився за цей жахливий злочин у 1993 році. Вчора він неохоче визнав квазі-вибачення 1993 року, але лише як частину превентивної заяви про те, що його уряд відхилить заклик, який зараз перебуває на розгляді Конгресу США, для офіційних вибачень. Америка - не єдина країна, зацікавлена у цьому, щоб Японія із запізненням взяла всю відповідальність. Корея, Китай та Філіппіни також обурені роками двозначності Японії з цього питання.
Того ж дня ветеран  імперської армії Японської імперії солдат Ясудзі Канеко зізнався газеті Вашингтон пост, що жінки «кричали, але для нас не мало значення, вижили жінки чи померли. Ми були солдатами імператора. Чи у військових публічних будинках, чи в селах ми без бажання ґвалтували».
Бахай на Пула на Філіппінах був одним з прикладів військового гарнізону, де ґвалтували місцевих жінок.
17 квітня 2007 року японський історик Йошімі та інший історик Хірофумі Хаяші оголосили про відкриття в архівах Токійського процесу семи офіційних документів, які свідчать про те, що японські імперські військові сили, такі як Токкейтай (морська таємна поліція), безпосередньо примушували жінок працювати, у прифронтових борделях у Китаї, Індокитаї та Індонезії. Ці документи спочатку були оприлюднені під час судового процесу щодо воєнних злочинів. В одному з них цитується, що лейтенант зізнався, що організував бордель і сам скористався ним. Інше джерело посилається на те, що члени Токкейтай заарештовували жінок на вулицях і після примусового медичного огляду поміщали їх у публічні будинки.
12 травня 2007 року журналіст Тайчіро Кайдзімура оголосив про виявлення 30 документів уряду Нідерландів, поданих до Токійського трибуналу як докази інциденту з примусовою масовою проституцією в 1944 році в Магеланге.
В інших випадках деякі жертви зі Східного Тимору свідчили, що їх витягали з домівок і примушували займатися проституцією у військових борделях, навіть коли вони не були достатньо дорослими, щоб почалася менструація, і неодноразово були зґвалтовані японськими солдатами «Ніч за ніччю».
Нідерландсько-індонезійська жінка яка була жінкою для втіхи Ян Рафф О'Герн (зараз проживає в Австралії), яка дала свідчення комітету США, та сказала, що японський уряд не взяв на себе відповідальність за свої злочини, що він не хоче виплачувати компенсацію жертвам. І що вона хотіла переписати історію. Рафф О'Герн розповіла, що японські солдати ґвалтували її «вдень і вночі» протягом трьох місяців, коли їй був 21 рік.
Існують різні теорії щодо розбивки місця походження жінок для втіхи. Хоча деякі японські джерела стверджують, що більшість жінок були з Японії, інші, включаючи японського історика Йошімі, стверджують, що близько 200 000 жінок були переважно з Кореї та деяких інших країн, таких як Китай, Філіппіни, Бірма, Нідерландської Ост-Індія, та Австралія були змушені до сексуальної активності. У червні 2014 року було оприлюднено більше офіційних документів з архівів уряду Японії, які документують сексуальне насильство, вчинене вояками імперської армії Японської імперії у В’єтнамі, Камбоджі, Лаосі та Індонезії.
26 червня 2007 року Комітет із закордонних справ Палати представників США прийняв резолюцію, в якій просить Японію «визнати, вибачитися та прийняти історичну відповідальність у чіткий і недвозначний спосіб за примушення її військовими силами, жінок до сексуального рабства під час війни». 30 липня 2007 року Палата представників США ухвалила відповідну постанову. Прем'єр-міністр Японії Абе Сіндзо сказав, що це рішення викликає жаль.

### Мародерство
Декілька вчених стверджують що уряд Японської імперії разом з імператорською армією Японської імперії брав участь у масових грабежах у період з 1895 по 1945 рік. Викрадене майно включало також і приватну землю, а також багато різного роду цінних товарів, викрадених з банків, сховищ, храмів, церков, мечетей, художніх галерей, комерційних офісів, бібліотек (включаючи буддійські монастирі), музеїв та інших комерційних приміщень, яка також приватних будинків.
У Китаї очевидець який був журналістом «Нью-Йорк Таймс» Ф.Тілман надіслав до своєї газети статтю, де описав вступ імператорської армії Японської імперії в тогочасну столицю Китаю Нанкін у грудні 1937 року: «Пограбування, здійснене японськими військовими, охопило майже все місто. Майже усі будівлі входили японські солдати, часто на очах їхніх офіцерів, і чоловіки брали все, що хотіли. Японські солдати часто змушували китайців нести награбоване».
За оцінками, на території Кореї близько 100,000 безцінних артефактів і культурних цінностей було пограбовано японською колоніальною (окупаційною) владою та приватними колекціонерами протягом майже п’ятдесяти років військової окупації Кореї. Адміністрація стверджує, що в Японії знаходиться 41 109 культурних об’єктів, але японська влада не повідомляє (приховує) інформацію про них. На відміну від творів мистецтва, пограбованих нацистами в Європі, повернення власності її законним власникам або навіть обговорення фінансових репарацій у повоєнний період зустріли сильний опір з боку американського уряду, зокрема генерала Дугласа Макартура.
На думку кількох істориків, розбіжності Дугласа Макартура були засновані не на іншому розумінні  прав, етики чи моралі, а на політичній доцільності. Він говорив на цю тему в радіозверненні до армії США в травні 1948 року, стенограму якого знайшов журнал Тайм (журнал) в Національному архіві США. У ньому Макартур стверджує: «Я повністю протилежний погляду меншості щодо заміни втрачених або знищених культурних цінностей внаслідок військових дій та окупації». З початком холодної війни генерал Дуглас Макартура побоювався, що «осердить японський народ стосовно до нас і зробити Японію вразливою для ідеологічного тиску та сприятливого ґрунту для підривних дій».
Дослідник та вчений Кьоїчі Аріміцу, один з останніх живих, які вижили під час японських археологічних місій, які діяли на Корейському півострові, що розпочалися на початку ХХ століття, погоджується, що пограбування в 1930-х роках вийшло з-під контролю, але дослідники та науковці, такі як він, не мали до цього ніякого відношення. Однак він визнає, що розкопані частини, які вважалися найбільш історично значущими, були відправлені японському генерал-губернатору, який потім вирішував, що буде надіслано японському імператору Хірохіто.
У 1965 році Японія та Республіка Корея уклали договір про відновлення дипломатичних відносин, і було порушено питання про повернення вивезених до Японії культурних артефактів. Однак тодішній диктатор Республіки Корея Пак Чон Хі вважав за краще отримати грошову компенсацію, яка дозволила б йому будувати шосе та металургійні заводи; твори мистецтва та культурні блага не були пріоритетом. У результаті корейцям довелося погодитися на повернення лише 1326 предметів, у тому числі 852 рідкісних книг і 438 керамічних виробів. Японія стверджує, що це поклало край будь-яким претензіям Республіки Корея щодо відшкодування культурних цінностей (або будь-якого іншого характеру). Американський журналіст Бред Глоссерман заявив, що все більше громадян Республіки Корея піднімають питання про необхідність репатріації вкрадених в Кореї культурних артефактів з Японії через зростання добробуту серед населення, а також підвищення національної довіри.

### Віроломство
Протягом війни на тихоокеанському театрі воєнних дій Другої світової війни, японські солдати часто симулювали поранення або здалися, щоб заманити американські сили, які наближаються, перш ніж атакувати їх. Одним із найбільш сумно відомих прикладів цього був «Патруль Геттге» під час перших днів Битви за Гуадалканал в серпні 1942 року. Після того, як патруль США побачив білий прапор, вивішений на західному березі річки Матанікау, підполковник морської піхоти США Франк Гетге зібрав 25 осіб, які в основному складалися зі співробітників розвідки, щоб обшукати місцевість.  Патруль не знав, що білий прапор насправді був японським прапором із затьмареною емблемою Хіномару. Раніше японський полонений  навмисним обманом заманив  морських піхотинців США у засідку, сказавши їм, що на захід від річки Матанікау є кілька японських вояків, які хочуть здатися. Патруль Геттге висадився на човні на захід від периметра Лунга-Пойнт, між Пойнт-Крус і річкою Матанікау, з розвідувальною місією, щоб зв'язатися з групою японських військ, які на думку американських військ, були готові здатися. Незабаром після висадки патруля США, група японських військово-морських військ влаштувала засідку і майже повністю знищила патруль США. Серед загиблих був і Гетге. Лише троє американців  військових повернулися  до американських військових рубежів по периметру Лунга-Пойнт живими. Новини про вбивство і зраду японців обурили американських морських піхотинців:
Це було перше масове вбивство морських піхотинців на Гуадалканалі. Ми були вражені. Шоковані... тому що штаб повірив усьому, що сказав японець... Втрата цього патруля й особливо жорстока смерть, з якою вони зустріли смерть, запекли наші серця стосовно до японців. Думка про взяття полонених вилетіла з голови. Це було надто небезпечно. 
Другий лейтенант Д. А. Кларк із 7-ї морської піхоти армії США розповів подібну історію під час патрулювання Гуадалканалу:
Я був тут у своєму першому патрулі, і ми рухалися вгору висохлим руслом струмка. Ми бачили, як три японці спускалися по руслу річки з джунглів. Той, що спереду, ніс білий прапор. Ми думали, що вони здаються. Підійшовши до нас, вони скинули білий прапор, а потім усі троє кинули ручні гранати. Ми вбили двох із цих японців, але один пішов. Зважаючи на все, вони не проти чимось пожертвувати, щоб отримати інформацію.
Семюел Еліот Морісон у своїй книзі «Війна двох океанів: коротка історія ВМС США у Другій світовій війні» писав:
Було безліч інцидентів, таких як поранений японський солдат на Гуадалканале, який схопив скальпель і встромив його в спину хірургу, який збирався врятувати його життя за допомогою операції; і вижив у Морській битві при Велья-Лавелла врятований PT-163, що витяг пістолет і вбив синього мундира, коли давав японському моряку чашку кави. Цитати з книги «Війна між двома океанами: Коротка історія ВМС США під час Другої світової війниі»
(ПТ — це патрульний торпедний катер, а синій жакет — військовий моряк.) Ці інциденти, поряд з багатьма іншими підступними діями японських військових протягом війни на тихоокеанському театрі воєнних дій Другої світової війни, призвели до тієї тенденції, що  американці розстрілювати вбитих або поранених японських солдатів, а також тих, хто намагався здатися і не з готовністю приймали їх як військовополонених. Двоє морських піхотинців Іводзими розповіли застережливі історії. Один довірився:
Вони завжди говорили, що треба брати полонених, але у нас був неприємний досвід у «Битві за Сайпан», коли брали полонених, ви їх берете, а потім, як тільки вони опиняються в тилу, вони кидають гранати, і ви втрачаєте ще кілька людей. Ви трохи побоюєтеся брати полонених, коли вони б'ються до смерті, і ви теж». 
Інший повідомив: 
«Дуже деякі з них вийшли самі собою; коли вони це робили, чому, звичайно, один попереду він виходив з піднятими руками, а інший ззаду, він виходив з гранатою.» Сходинки в нікуди: Алеутські острови, Аляска та американська військова стратегія, 1867–1945 рр.

### Напади на шпитальні кораблі
Госпітальні кораблі це кораблі пофарбовані в білий колір з великими червоними хрестами, щоб показати, що це не бойові кораблі, а судна з пораненими та медичним персоналом. Японська імперія підписала Гаазьку конвенцію X 1907 року, згідно з якою напад на госпітальний корабель є воєнним злочином.
- 23 квітня 1945 року USS Comfort (AH-6) був протаранений японським літаком-смертником. [156] Літак впав через три палуби, вибухнувши під час операції, яка була заповнена медичним персоналом і пацієнтами. [157] Втрати становили 28 убитих (включаючи шість медсестер) і 48 поранених, при цьому кораблю було завдано значних збитків. [156][158][159]
- USS Hope (AH-7) був атакований і пошкоджений під час битви за затоку Лейте та битви за Окінаву.[160][161]
- USS був атакований і пошкоджений на Гуамі 2 квітня 1945 року[162]
- 19 лютого 1942 року австралійський HMHS Manunda був бомбардований пікіруючими під час нальотів японської авіації на Дарвін; 12 членів екіпажу та персоналу лікарні загинули, ще 19 отримали важкі поранення.[163]
- 14 травня 1943 року австралійський AHS Centaur був потоплений японським підводним човном I-177 біля острова Страдброк, штат Квінсленд, і загинуло 268 людей.[164]
- Госпітальний корабель ВМС Нідерландів SS BHE був бомбардований 21 лютого 1942 року в Яванському морі. Один хірург і три медсестри загинули, одинадцять отримали важкі поранення. Після ремонту 28 лютого 1942 року корабель була захоплена японським есмінцем Amatsukaze поблизу острова Бавеан. Японські військові змусили її перевезти своїх військовополонених. 20 грудня 1942 року він став японським госпітальним кораблем Tenno Maru, а нідерландський екіпаж стали військовополоненими. Коли війна підійшла до кінця, корабель спочатку модифікували, а потім затопили, щоб приховати злочин.[165][166]

Незабаром після завершення другої світової війни, держави переможці висунули звинувачення 25 особам які стали воєнними злочинцями класу А, а 5700 осіб були звинувачені як військові злочинці класу В або С кримінальними судами держав переможців. З них 984 були спочатку засуджені до смертної кари, 920 були фактично страчені, 475 отримали довічне ув’язнення, 2944 отримали терміни ув’язнення, 1018 були виправдані, а 279 не були засуджені або не віддані до суду. Серед обвинувачених воєнних злочинців 178 етнічних тайванців і 148 етнічних корейців. Усіх злочинців класу А судив Міжнародний військовий трибунал для Далекого Сходу, також відомий як «Токійський процес». Інші суди проводилися в багатьох місцях Азії та Тихого океану.

### Токійський трибунал
Міжнародний військовий трибунал для Далекого Сходу був створений для суду над обвинуваченими в переможеній Японській імперії.
Серед високопоставлених офіцерів, яких судили, були Кідо Коїті та Аракі Садао. Троє колишніх (необраних) прем'єр-міністрів Японської імперії: Хірота Кокі, Тодзьо Хідекі та Коїсо Куніакі, були засуджені за воєнні злочини класу А. Також було засуджено багато японських воєначальників. Двоє людей, засуджені як воєнні злочинці класу А, пізніше служили на посаді міністрів в післявоєнних урядах Японії.
- Сіґеміцу Мамору був міністром закордонних справ Японської імперії, так і в післявоєнній Японії в уряді Хатояма Ітіро
- Окінорі Кая був міністром фінансів Японської імперії, а пізніше був міністром юстиції в післявоєнній Японії в уряді Ікеда Хаято. Ці двоє не мали прямого відношення до імовірних воєнних злочинів, скоєних японськими військами, і іноземні уряди ніколи не порушували це питання, коли вони були призначені в уряд післявоєнної Японії.

Японський імператор Хірохіто та всі члени імператорської родини, причетні до війни, такі як принц Тітібуномія Ясухіто, принц Ясухіко Асака, принц Такеда та Принц Нарухіко Хіґасікуні, були звільнені від кримінального переслідування Дугласом Макартуром, за допомогою Боннера Феллерса, який дозволив основним підозрюваним у кримінальному провадженні координувати свої історії таким чином, що японський імператор й члени японської імператорської родини буде звільнений від будь-яких звинувачень. Деякі історики критикують це рішення. За словами Джона Дауера, «за повної підтримки штабу Макартура прокуратура функціонувала, по суті, як команда захисту імператора» і навіть японських активістів, які підтримують ідеали Нюрнберзької та Токійської хартій, і які працювали, щоб задокументувати та оприлюднити звірства режиму Шоу, «не можуть захистити американське рішення звільнити імператора від військової відповідальності, а потім, протягом холодної війни, звільнити і незабаром після цього відкрито прийняти обвинувачених правих воєнних злочинців, як-от пізніший прем'єр-міністр Нобусуке Кіші». Для Герберта Бікса «справді надзвичайні заходи Макартура для порятунку японського імператора Хірохіто від суду як воєнного злочинця мали тривалий і глибоко спотворюючий вплив на японське розуміння програної війни». Міркування Макартура полягало в тому, що якщо імператор буде страчений або засуджений до довічного ув'язнення, то японці з усіх соціальних класів виникне жорстока реакція та революція, що завадить його головній цілі змінити Японію з мілітаристського, напівфеодального суспільства на прозахідну сучасну демократію. У телеграмі, надісланій генералу Дуайту Ейзенхауеру в лютому 1946 року, Дугласом Макартур сказав, що страта або ув’язнення японського імператора вимагатиме використання одного мільйона окупаційних солдатів для збереження миру.
У період з 1946 по 1951 рік США, Велика Британія, Китай, Радянський Союз, Австралія, Нова Зеландія, Канада, Франція, Нідерланди та Філіппіни створили військові трибунали, щоб судити японців, обвинувачених у воєнних злочинах класів B і C. Близько 5600 японських співробітників були притягнуті до відповідальності в ході більш ніж 2200 судових процесів за межами Японії. Підсудних класу В звинувачували в тому, що вони самі вчинили такі злочини; Підсудних класу C, переважно старших офіцерів, звинувачували в плануванні, наказі або неможливості запобігти їм. 
Головують судді зі США, Китаю, Великої Британії, Австралії, Нідерландів, Франції, Радянського Союзу, Нової Зеландії, Індії та Філіппін. Крім того, китайські комуністи також провели ряд судів над японським персоналом. Понад 4400 японців було засуджено і близько 1000 засуджено до смертної кари. 
Наймасштабнішим судовим процесом став суд над 93 японськими військовослужбовцями, звинуваченими у страті понад 300 військовополонених союзників під час різанини в Лаха (1942). Найвідомішим засудженим етнічним корейцем був генерал-лейтенант Хонг Са-ік, який організував організацію таборів для військовополонених у Південно-Східній Азії. У 2006 році уряд Республіки Корея «помилував» 83 із 148 засуджених корейських воєнних злочинців. Сто шістдесят тайванців, які служили в збройних силах Японської імперії, були засуджені за воєнні злочини; 11 було страчено.

## Повоєнні події та реакції

### Рух за умовно-дострокове звільнення для воєнних злочинців
У 1950 році, після завершення більшості судових процесів організованих державами переможцями, щодо осіб які вчинили воєнні злочини, тисячі засуджених воєнних злочинців сиділи у в'язницях по всій Азії та Європі, перебували в ув'язнені у країнах, де їх засудили. Деякі страти все ще залишалися невиконаними, оскільки багато судів держав переможців погодилися переглянути свої вироки, зменшивши вироки в деяких випадках та запровадивши систему умовно-дострокового звільнення, але не відмовляючись від контролю над долею ув'язнених (навіть після того, як Японія повернула свій статус суверенної держави).
Почалася інтенсивна та широко підтримана кампанія за амністію для всіх ув'язнених воєнних злочинців (спочатку більш агресивна в Німеччині, ніж в Японії), оскільки увага звернулася від провідних лідерів воєнного часу та до більшості «звичайних» воєнних злочинців (клас B/C). в Японії), а питання кримінальної відповідальності було переформульовано як гуманітарну проблему.
7 березня 1950 року Дуглас Макартур видав директиву, яка на одну третину зменшила покарання за хорошу поведінку і дозволила умовно-дострокове звільнення тих, хто отримав довічне ув'язнення через п'ятнадцять років. Декілька з ув'язнених були раніше умовно-достроково звільнені за станом здоров'я.
Народна реакція Японії на Токійський трибунал з воєнних злочинів знайшла своє вираження у вимогах пом'якшення вироків воєнним злочинцям та агітації за умовно-дострокове звільнення. Незабаром після набуття чинності мирного договору в Сан-Франциско у квітні 1952 року розпочався рух, який вимагав звільнення воєнних злочинців класів B і C, наголошуючи на «несправедливості трибуналів щодо воєнних злочинів» і «бідності та труднощах сімей воєнних злочинців». Цей рух швидко знайшов підтримку понад десяти мільйонів японців. З огляду на такий сплеск громадської думки, уряд прокоментував, що «громадські настрої в нашій країні такі, що воєнні злочинці не є злочинцями. Навпаки, вони збирають велике співчуття як жертви війни, і кількість людей, стурбованих самою системою трибуналу за воєнні злочини, неухильно зростає». 
Рух умовно-дострокового звільнення за воєнних злочинців здійснювався двома групами: тими ззовні, які мали «почуття жалю» до полонених; і самі воєнні злочинці, які закликали до власного звільнення в рамках антивоєнного мирного руху. Рух, що виник із «почуття жалю», вимагав «просто звільнити їх» незалежно від того, як це робити.
4 вересня 1952 року президент США Г.Трумен видав виконавчий указ 10393, заснував Раду з помилування та умовно-дострокового звільнення для воєнних злочинців, щоб консультувати президента щодо рекомендацій уряду Японії щодо помилування, зменшення вироку або умовно-дострокового звільнення щодо вироків, накладених на японських воєнних злочинців військовими трибуналами.
26 травня 1954 року держсекретар США Джон Фостер Даллес відхилив запропоновану амністію для ув'язнених воєнних злочинців, але натомість погодився «змінити основні правила», зменшивши термін, необхідний для умовно-дострокового звільнення, з 15 років до 10.
До кінця 1958 року всі японські воєнні злочинці, включаючи класи A, B і C, були звільнені з в'язниці та політично реабілітовані. Хасімото Кінгоро, Хата Шунроку, Мінамі Джіро та Ока Такадзумі були умовно-достроково звільнені в 1954 році. Аракі Садао, Хиранума Кіїчіро, Хосіно Наокі, Кая Окінорі, Кідо Коічі, Осіма Хіроші, Сімада Сігетаро та Судзукі Теїчі були умовно-достроково звільнені в 1955 році. Сато Кенріо, якого багато хто, включаючи суддю Б. В. А. Ролінга, вважали одним із засуджених воєнних злочинців, що найменше заслуговують на ув'язнення, не отримав умовно-дострокового звільнення до березня 1956 року, останнього з японських воєнних злочинців класу А, які були звільнені. 7 квітня 1957 року японський уряд оголосив, що за згодою більшості представників влади, представлених у трибуналі, останнім десяти великим японським воєнним злочинцям, які раніше були умовно звільнені, було надано помилування і відтепер вони повинні вважатися беззастережно вільними від умови їх умовно-дострокового звільнення. 

### Офіційні вибачення
Японський уряд вважає, що правова та моральна позиції щодо воєнних злочинів є роздільними. Тому, стверджуючи, що Японія не порушила жодного міжнародного права чи договорів, різні японські уряди офіційно визнали страждання, які завдала японська армія, і тому уряд Японії приніс численні вибачення. Наприклад, прем’єр-міністр Японії Мураяма Томіїті в серпні 1995 року заявив, що Японія «через своє колоніальне правління та агресію завдала величезної шкоди і страждань людям багатьох країн, особливо азійських», і висловив своє «почуття глибоке каяття» і висловив «сердечні вибачення». Також 29 вересня 1972 року прем’єр-міністр Японії Танака Какуей заявив: «Японська сторона чітко усвідомлює відповідальність за серйозну шкоду, яку Японія завдала в минулому китайському народу через війну, і глибоко дорікає собі».
Офіційні вибачення широко вважаються неадекватними або лише символічним обміном багатьма з тих, хто пережив такі злочини, або сім’ями загиблих жертв. У жовтні 2006 року, коли прем'єр-міністр Японії Абе Сіндзо висловив вибачення за шкоду, вчинену Японією своїм колоніальним правлінням та агресією, понад 80 японських законодавців від його правлячої партії ЛДП відвідали храм Ясукуні. Багато людей, яких скривдили японські воєнні злочини, також стверджують, що за певні дії не було принесено вибачення або що японський уряд просто висловив «жаль» чи «каяття». 2 березня 2007 року прем'єр-міністр Японії Абе Сіндзо знову порушив це питання, в якому він заперечив, що військові примушували жінок до сексуального рабства під час Другої світової війни. Він заявив: «Справа в тому, що немає жодних доказів, які б довели, що був примус». Перед тим, як він виступив, група депутатів Ліберально-демократичної партії також намагалася переглянути Заяву Коно. Це викликало негативну реакцію з боку азійських та західних країн.
31 жовтня 2008 року начальник штабу ВПС Японії Тошіо Тамогамі був звільнений з надбавкою в розмірі 60 мільйонів єн через опублікований ним есе, в якому стверджував, що Японія не була агресором під час Другої світової війни, що війна принесла процвітання Китаю, Тайваню та Кореї, що поведінка імперської армії Японської імперії не була насильницькою і що багато азійських країн позитивно сприймають війну на теренах Великої Східної Азії та критикують судові процеси щодо воєнних злочинів, які послідували після війни. 11 листопада Тамогамі додав перед сеймом, що особисте вибачення колишнього прем'єр-міністра Японії Томіїчі Мураями в 1995 році було «інструментом для придушення свободи слова».
Деякі особи в Японії стверджують, що вимагається, щоб прем’єр-міністр Японії або імператор Японії виконували «догезу», в якій людина стає на коліна і схиляє голову до землі — висока форма вибачення в східноазійських суспільствах, яку Японія, схоже, не бажає робити. Деякі вказують на вчинок канцлера Західної Німеччини Віллі Брандта, який став на коліна біля пам’ятника єврейським жертвам Варшавського гетто в 1970 році, як приклад потужного та дієвого акту вибачення та примирення, подібного до «догезу».
13 вересня 2010 року міністр закордонних справ Японії Кацуя Окада зустрівся в Токіо з шістьма колишніми американськими військовополоненими, які були в полоні у  японських військових і вибачився за поводження з ними під час Другої світової війни. Кацуя Окада сказав: «Всі ви пройшли через труднощі під час Другої світової війни, потрапили в полон до японських військових і зазнали надзвичайно нелюдського поводження. Від імені японського уряду та як міністра закордонних справ я хотів би принести вам свої сердечні вибачення».
29 листопада 2011 року міністр закордонних справ Японії Ґемба Коїтіро вибачився перед колишніми австралійськими військовополоненими від імені японського уряду за біль і страждання, завдані їм під час війни.

### Компенсація
Японський уряд, не визнаючи жодної юридичної відповідальності за так званих «жінок для втіхи», у 1995 році заснував Азійський жіночий фонд, який надає гроші людям, які стверджують, що були змушені займатися проституцією під час війни. Хоча організація була створена японським урядом, юридично вона була створена таким чином, що є незалежною благодійною організацією. Діяльність фонду викликала суперечки в Японії, а також у міжнародних організацій, які підтримують відповідних жінок. Деякі стверджують, що такий фонд є частиною постійної відмови японського уряду виконувати свої обов'язки, в той час як інші кажуть, що уряд Японії вже давно завершив свою відповідальність перед окремими жертвами і лише виправляє невдачі уряди жертв. Конгресмен Каліфорнії Майк Хонда, виступаючи перед палатою представників Конгресу США від імені жінок, сказав, що «без щирих і недвозначних вибачень з боку уряду Японії більшість тих, хто вижив, відмовилися прийняти ці кошти. Насправді, як ви почуєте сьогодні, багато жінок які були жінками для втіхи повернули прем’єр-міністрові лист із вибаченнями разом із грошовою компенсацією, сказавши, що вони вважають вибачення штучними та нечесними».

#### Проміжна компенсація
Термін «проміжна компенсація» застосовувався до вивезення та перерозподілу японських промислових (зокрема військово-промислових) активів у держави переможців. Він проводився під наглядом окупаційних військ союзників. Цей перерозподіл називали «проміжним», оскільки він не зводився до остаточного врегулювання за допомогою двосторонніх договорів, які врегулювали всі існуючі питання компенсації. До 1950 року перерозподілені активи становили 43 918 одиниць техніки, вартістю 165 158 839 іен (у цінах 1950 року). Пропорція розподілу активів до різних держав становив: Китай – 54,1%; Нідерланди, 11,5%; Філіппіни 19%; Велика Британія, 15,4%. 

#### Компенсація за  Сан-франциським договором

##### Компенсація від рахунків японських закордонних активів
| Північно-східний Китай      | 146 532 000 000  | 140 доларів |
| Корея                       | 70 256 000 000   | 67.3 дол    |
| Північний Китай             | 55 437 000 000   | 53.1 дол    |
| Тайвань                     | 42 542 000 000   | 40.8 дол    |
| Центральний Південний Китай | 36 718 000 000   | 35.2 дол    |
| інші                        | 28 014 000 000   | 26.8 дол    |
| Всього                      | ¥379,499,000,000 | $ 364 млрд  |

Японські закордонні активи – це всі активи, які належали японському уряду, фірмам, організаціям і приватним громадянам у колонізованих або окупованих країнах. Відповідно до пункту 14 Сан-франциського договору, союзні війська конфіскували всі японські закордонні активи, за винятком тих, що знаходяться в Китаї, які розглядалися відповідно до пункту 21.

##### Компенсація для військовополонених  союзників
У пункті 16 Сан-франциського договору зазначалось, що Японія передасть свої активи та активи своїх громадян у країнах, які перебувають у стані війни з будь-якою з союзних держав або які є нейтральними або еквівалентними, Червоному Хресту, який продасть їх і розподілить. кошти колишнім військовополоненим та їхнім родинам. Відповідно до договору, уряд Японії та приватні громадяни виплатили Червоному Хресту 4 500 000 фунтів стерлінгів. 
За словами історика Лінди Гетц Холмс, багато коштів, використаних урядом Японії, були не японськими фондами, а фондами допомоги, наданими урядами США, Великої Британії та Нідерландів і закріпленими в Йокогамському банку протягом останнього року війни.

##### Території союзників, які були окуповані Японією
| Бірма             | 72 000 000 000   | 200 000 000               | 1.93 дол        | 5 листопада 1955 року |
| Філіппіни         | 198 000 000 000  | 550 000 000               | 5.24 дол        | 9 травня 1956 року    |
| Індонезія         | 80 388 000 000   | 223 080 000               | 2 долари        | 20 січня 1958 року    |
| Південний В'єтнам | 14 400 000 000   | 38 000 000                | 337 доларів США | 13 травня 1959 року   |
| Всього            | ¥364 348 800 000 | 1 012 080 000 доларів США |                 |                       |

У пункті 14 вищезгаданого договору зазначалося, що Японія почне переговори з союзними державами, чиї території були під час війни окуповані Японською імперією і зазнали збитків від японських окупаційних військ, з метою компенсації Японією цим країнам збитків.
Відповідно до договору, Філіппіни та Південний В’єтнам отримали компенсацію у 1956 та 1959 роках відповідно. Бірма та Індонезія не були першими підписантами, але пізніше вони підписали двосторонні договори відповідно до пункту 14 Сан-Франциско договору. 
Останній платіж Японією був здійснений для Філіппін 22 липня 1976 року. 

### Дебати в Японії

#### Від другорядної теми до відкритої дискусії
До 1970-х років японські воєнні злочини вважалися сторонньою темою в ЗМІ. У японських ЗМІ думки політичного центру та лівих, як правило, домінують у редакційних статтях газет, а праві домінують у журналах. Дебати щодо воєнних злочинів здебільшого обмежувалися редакційними статтями бульварних журналів, де заклики до повалення «Імперіалістичної Америки» та відродження шанування японського Імператора співіснували з порнографією. У 1972 році, щоб відзначити нормалізацію відносин з Китаєм, Асахі Сімбун, велика ліберальна газета, випустила серію про воєнні злочини Японії в Китаї, включаючи різанину в Нанкіні. Це відкрило майданчик для дебатів, які тривають відтоді по сьогодні. 1990-ті, як правило, вважаються періодом, коли подібні питання стають справді основними, і такі інциденти, як Нанкінська різанина, храм Ясукуні, жінки для втіхи, точність шкільних підручників з історії та дійсність Токійського процесу обговорювалися навіть на телебачення.
Оскільки консенсус японських юристів полягає в тому, що японські сили технічно не порушували міжнародного права, багато правих елементів в Японії вважали, що судові процеси щодо воєнних злочинів були прикладами справедливості переможця. Вони вважають засуджених за воєнні злочини «Мучениками Сьови», а Сьова — це ім’я правління японського імператора Хірохіто. Ця інтерпретація рішуче оскаржується японськими миротворцями та політичними лівими. У минулому ці групи були схильні стверджувати, що судові процеси мають певну силу або відповідно до Женевською конвенції (хоча Японія її не підписала), або за невизначеною концепцією міжнародного права чи консенсусу. Крім того, вони стверджували, що, хоча рішення, можливо, не були технічно дійсними, вони все ще були справедливими, дещо відповідали поширеній думці на Заході та в решті Азії.
На початку 21 століття відбулося відродження інтересу до імперського минулого Японії, він приніс нові інтерпретації з боку групи, яку називали як «новими правими», так і «новими лівими». Ця група зазначає, що багато дій, скоєних японськими військами, включаючи інцидент у Нанкіні, були порушеннями японського військового кодексу. Припускається, що якби трибунали щодо воєнних злочинів проводив післявоєнний уряд Японії, у суворій відповідності до японського військового законодавства, багато з обвинувачених все одно були б засуджені та страчені. Таким чином, моральні та юридичні помилки, про які йдеться, були винні японських військових і уряду Японії за невиконання своїх конституційно визначених обов’язків.
Нові праві/нові ліві також дотримуються думки, що союзники не вчинили жодних воєнних злочинів проти Японії, оскільки Японія не підписала Женевську конвенцію, і як переможці у війні, вони мали повне право вимагати певної форми відплати, на що Японія погодилася в різних договорах.
Відповідно до цієї ж логіки, нові праві/нові ліві вважають вбивство китайців, яких підозрювали в партизанській діяльності, цілком законним і дійсним, у тому числі деяких із вбитих у Нанкіні. Вони також вважають, що багато жертв китайського цивільного населення стали результатом тактики випаленої землі вчинені китайськими націоналістами. Хоча така тактика, можливо, є законною, нові праві/нові ліві дотримуються позиції, що деякі серед загиблих з цивільного населення, спричинені цією тактикою випаленої землі, помилково приписуються японським військовим.
Так само вони дотримуються позиції, що ті, хто намагався подати позов до японського уряду про компенсацію, не мають жодних правових чи моральних підстав.
Нові праві та нові ліві також менш прихильно ставляться до корейських претензій на жертву, оскільки до анексії Японською імперією, корейської держави, остання була данником династії Цін, відповідно до цих реалій, японська колонізація, хоча, безсумнівно, була жорсткою, але була «кращою», ніж попередній стан з погляду прав людини та економічного розвитку.
Вони також стверджують, що Кантогун (також відомий як Квантунська армія) була принаймні частково винною. Хоча Кантогун у той час номінально підпорядковувався японському верховному командуванню, його керівництво продемонструвало значне самовизначення, про що свідчить його причетність до змови щодо вбивства Чжан Цзолінь в 1928 році та Маньчжурський інцидент 1931 року, що призвело до заснування Маньчжурської держави в 1932 році. Більше того, на той час офіційною політикою японського верховного командування було обмежити конфлікт лише на території Маньчжурії. Але всупереч вищому командуванню Кантогун вдерлися в іншу частину Китай під приводом інциденту на мосту Марко Поло. Японський уряд не тільки не зміг притягнути до військового суду офіцерів, відповідальних за ці інциденти, але й погодився на війну проти Китаю, і багато хто з тих, хто був причетний, навіть отримали підвищення. (Деякі з офіцерів, причетних до Нанкінської різанини, також отримали підвищення.)
Попри те чи несе сам японський імператор Хірохіто будь-яку відповідальність за такі невдачі, є точкою спотикання між новими правими і новими лівими. Офіційно імперська конституція, прийнята за часів правління японського імператора Мейдзі, надала повні повноваження японському імператору. Стаття 4 передбачала, що «Імператор є главою Імперії, поєднуючи в собі права суверенітету, і здійснює їх відповідно до положень цієї Конституції», а стаття 11 передбачала, що «Імператор має верховне командування армією» і «ВМС».
Для історика Акіри Фудзівари теза про те, що японський імператор як орган відповідальності не може скасувати рішення кабінету, є міфом (синва), сфабрикованим після війни. Інші стверджують, що японський імператор Хірохіто свідомо оформив своє правління на кшталт британської конституційної монархії, і він завжди приймав рішення та консенсус, досягнутий верховним командуванням. Згідно з цією позицією, моральна та політична невдача лежить насамперед на японському верховному командуванні та японському уряді, більшість з яких пізніше були засуджені Токійським трибуналом з воєнних злочинів як воєнні злочинці класу А, при цьому були звільнені всіх членів імператорської сім'ї, таких як принц Тітібуномія Ясухіто, принц Ясухіко Асака, принц Нарухіко Хіґасікуні, принц Фусімі Хіроясу і принц Такеда.

#### Ніппон Каігі, головний лобіст заперечення
Заперечення японських воєнних злочинів є однією з ключових місій відкрито заперечливого лобі Ніппон Каігі (Японська конференція), націоналістичної безпартійної організації, яка була заснована в 1997 році, а також виступає за патріотичне виховання, перегляд конституції та офіційні візити до храму Ясукуні. Члени та філії Ніппон Кайгі включають законодавців, міністрів, кількох японських прем’єр-міністрів та головних жерців видатних синтоїстських святинь. Голова, Тору Мійоші, є колишнім головою Верховного суду Японії. Колишній прем'єр-міністр Японії Абе Сіндзо є членом Ніппон Каігі.

### Пізніші розслідування
Як і у випадку з розслідуваннями нацистських воєнних злочинів, офіційні розслідування та розслідування все ще тривають. У 1990-х роках уряд Республіки Кореї почав розслідування стосовно деяких людей, які нібито розбагатіли під час співпраці з японськими військовими. У Республіці Корея  також стверджується, що під час політичного клімату холодної війни багато таких людей чи їхніх однодумців чи родичів змогли отримати вплив завдяки багатству, яке вони придбали, співпрацюючи з японцями та допомагали в приховуванні, або нерозслідування воєнних злочинів, щоб не звинувачувати себе. Завдяки багатству, яке вони накопичили за роки співпраці, вони змогли принести користь своїм сім’ям, здобувши вищу освіту для своїх родичів.
В результаті цих розслідувань були виявлені додаткові докази. Стверджується, що японський уряд навмисно знищив звіти про корейських жінки для втіхи. Деякі цитували японські журнали інвентаризації та листки співробітників на полі бою як доказ цієї заяви. Наприклад, одне з імен у списку було втіхою, яка заявила, що японці змусили її бути повією. Її класифікували як медсестру разом із щонайменше дюжиною інших перевірених жінок, які не були медсестрами чи секретарками. Зараз уряд Республіки Корея вивчає сотні інших імен у цих списках.
У 2011 році в статті, опублікованій Джейсоном Коскрі в газеті Japan Times, стверджувалося, що британський уряд приховав японську різанину британських та нідерландських військовополонених, щоб уникнути напруження нещодавно відновлених відносин з Японією, а також через віру, що Японія повинна стати післявоєнним оплотом проти поширення комунізму.
Документальний фільм Тамакі Мацуоки «Розірвані спогади про Нанкін» 2009 року включає інтерв’ю з японськими ветеранами, які зізнаються у зґвалтуванні та вбивствах китайських цивільних осіб.

### Занепокоєння японської імператорської родини
Потенційно на відміну від прикладу прем’єр-міністра Японії Абе Сіндзо, через його візити до храму Ясукуні, до лютого 2015 року існувало деяке занепокоєння в Імператорському домі Японії, який зазвичай не робить подібних заяв, з приводу цього питання було озвучено тодішнім наслідним принцом Нарухіто, який змінив свого батька 1 травня 2019 року. Японський імператор (на той час принц) Нарухіто заявив у свій 55-й день народження (23 лютого 2015 року), що «важливо озиратися на минуле смиренно і правильно», маючи на увазі роль Японії у воєнних злочинах часів Другої світової війни, і що він стурбований поточною потребою щоб «правильно передати трагічний досвід та історію Японії поколінням, які не мають прямих знань про війну, у той час спогади про війну ось-ось згаснуть». Два візити колишнього міністра закордонних справ Японії Масахіро Імамури до храму Ясукуні у другій половині 2016 року знову супроводжувалися суперечками, які все ще демонстрували потенційну стурбованість щодо того, як історія Другої світової війни Японії може запам’ятатися її громадянам ]., як він увійшов в епоху Рейва.

## Перелік тяжких злочинів
- Окупація Андаманських островів
- Острів Балале

| Massacres - Alexandra Hospital massacre - Banka Island massacre - Changjiao massacre - Gando massacre - Homfreyganj massacre - Kalagong massacre - Kantō Massacre - Laha massacre - Manila massacre - Nanking Massacre - Palawan massacre - Pantingan River massacre - Parit Sulong massacre - Pontianak Massacre - Sook Ching massacre - Tol Plantation massacre - Wake Island massacre - Pig-basket atrocity | Units - Unit 100 - Unit 516 - Unit 543 - Unit 731 - Unit 1644 - Unit 1855 - Unit 8604 - Unit 9420 | War crimes - Bataan Death March - Burma Railway - Chichijima incident - Comfort women - Contest to kill 100 people using a sword - Hell ships - Panjiayu tragedy - Sandakan Death Marches - Three Alls Policy - War crimes in Manchukuo - Changteh chemical weapon attack - Kaimingye germ weapon attack |

## Подальше читання
- Barnaby, Wendy. The Plague Makers: The Secret World of Biological Warfare, Frog Ltd, 1999. ISBN 1-883319-85-4 ISBN 0-7567-5698-7 ISBN 0-8264-1258-0 ISBN 0-8264-1415-X
- Bass, Gary Jonathan. Stay the Hand of Vengeance: The Politics of War Crimes Trials. Princeton, NJ: Princeton University Press, 2000.
- Bayly, C. A. & Harper T. Forgotten Armies. The Fall of British Asia 1941-5 (London: Allen Lane) 2004
- Bergamini, David. Japan's Imperial Conspiracy, William Morrow, New York, 1971.
- Brackman, Arnold C.: The Other Nuremberg: the Untold Story of the Tokyo War Crimes Trial. New York: William Morrow and Company, 1987. ISBN 0-688-04783-1
- Dower, John W. (1987). War Without Mercy: Race and Power in the Pacific War. New York: Pantheon. ISBN 0-394-75172-8.
- Endicott, Stephen and Edward Hagerman. The United States and Biological Warfare: Secrets from the Early Cold War and Korea, Indiana University Press, 1999. ISBN 0-253-33472-1
- Felton, Mark (2007). Slaughter at Sea: The Story of Japan's Naval War Crimes. Annapolis, Maryland: Naval Institute Press. ISBN 978-1-59114-263-8.
- Frank, Richard B. (1999). Downfall: The End of the Imperial Japanese Empire. New York: Penguin Books.
- Gold, Hal. Unit 731 Testimony, Charles E Tuttle Co., 1996. ISBN 4-900737-39-9
- Handelman, Stephen and Ken Alibek. Biohazard: The Chilling True Story of the Largest Covert Biological Weapons Program in the World—Told from Inside by the Man Who Ran It, Random House, 1999. ISBN 0-375-50231-9 ISBN 0-385-33496-6
- Harries, Meirion; Harries, Susie (1994). Soldiers of the Sun: The Rise and Fall of the Imperial Japanese Army. New York: Random House. ISBN 0-679-75303-6.
- Harris, Robert and Jeremy Paxman. A Higher Form of Killing: The Secret History of Chemical and Biological Warfare, Random House, 2002. ISBN 0-8129-6653-8
- Harris, Sheldon H. Factories of Death: Japanese Biological Warfare 1932–45 and the American Cover-Up, Routledge, 1994. ISBN 0-415-09105-5 ISBN 0-415-93214-9
- Holmes, Linda Goetz (2001). Unjust Enrichment: How Japan's Companies Built Postwar Fortunes Using American POWs. Mechanicsburg, PA, USA: Stackpole Books.
- Holmes, Linda Goetz (2010). Guests of the Emperor: The Secret History of Japan's Mukden POW Camp. Naval Institute Press. ISBN 978-1-59114-377-2.
- Horowitz, Solis. "The Tokyo Trial" International Conciliation 465 (November 1950), 473–584.
- Kratoksa, Paul (2005). Asian Labor in the Wartime Japanese Empire: Unknown Histories. M.E. Sharpe and Singapore University Press. ISBN 0-7656-1263-1.
- Lael, Richard L. (1982). The Yamashita Precedent: War Crimes and Command Responsibility. Wilmington, Del, USA: Scholarly Resources.
- Latimer, Jon, Burma: The Forgotten War, London: John Murray, 2004. ISBN 0-7195-6576-6
- MacArthur, Brian (2005). Surviving the Sword: Prisoners of the Japanese in the Far East, 1942–45. Random House. ISBN 1-4000-6413-9.
- Lingen, Kerstin von, ed. War Crimes Trials in the Wake of Decolonization and Cold War in Asia, 1945-1956. (Palgrave Macmillan, Cham, 2016) online [Архівовано 8 березня 2021 у Wayback Machine.]
- Minear, Richard H. (1971). Victor's Justice: The Tokyo War Crimes Trial. Princeton, NJ, USA: Princeton University Press.
- Maga, Timothy P. (2001). Judgment at Tokyo: The Japanese War Crimes Trials. University Press of Kentucky. ISBN 0-8131-2177-9.
- Neier, Aryeh. War Crimes: Brutality, Genocide, Terror and the Struggle for Justice, Times Books, Random House, New York, 1998.
- O'Hanlon, Michael E..  The Senkaku Paradox: Risking Great Power War Over Small Stakes (Brookings Institution, 2019) online review [Архівовано 17 лютого 2022 у Wayback Machine.]
- Piccigallo, Philip R. (1979). The Japanese on Trial: Allied War Crimes Operations in the East, 1945–1951. Austin, Texas, USA: University of Texas Press.
- Rees, Laurence. Horror in the East, published 2001 by the British Broadcasting Company
- Seagrave, Sterling & Peggy. Gold Warriors: America's secret recovery of Yamashita's gold. Verso Books, 2003. ISBN 1-85984-542-8
- Sherman, Christine (2001). War Crimes: International Military Tribunal. Turner Publishing Company. ISBN 1-56311-728-2. Detailed account of the International Military Tribunal for the Far East proceedings in Tokyo
- Trefalt, Beatrice. "Japanese War Criminals in Indochina and the French Pursuit of Justice: Local and International Constraints." Journal of Contemporary History 49.4 (2014): 727–742.
- Tsurumi, Kazuko (1970). Social Change and the Individual: Japan before and after defeat in World War II. Princeton, USA: Princeton University Press. ISBN 0-691-09347-4.
- Williams, Peter. Unit 731: Japan's Secret Biological Warfare in World War II, Free Press, 1989. ISBN 0-02-935301-7
- Wilson, Sandra (2017). Japanese War Criminals: The Politics of Justice After the Second World War. New York City: Columbia University Press. ISBN 9780231179225.
- Yamamoto, Masahiro (2000). Nanking: Anatomy of an Atrocity. Praeger Publishers. ISBN 0-275-96904-5. A rebuttal to Iris Chang's book on the Nanking massacre.

## зовнішні посилання
- Боротьба з бастардами Батаана
- «Біохімічна війна – підрозділ 731». Альянс за збереження правди про китайсько-японську війну. Без дати.
- «Канібалізм». [Архівовано 17 лютого 2022 у Wayback Machine.] Ден Форд, «Японія у війні, 1931–1945» [Архівовано 17 лютого 2022 у Wayback Machine.] вересень 2007 року.
- «Зізнання японських воєнних злочинців». [Архівовано 1 вересня 2009 у Wayback Machine.] Без дати.
- «Історія програми біологічної зброї Японії» [Архівовано 27 липня 2010 у Wayback Machine.] Федерація американських вчених, 16.04.2000
- Вебсайт Джі Ман-Вона (корейською) [Архівовано 23 березня 2021 у Wayback Machine.] Різні дати.
- Джастін МакКаррі, «Гріхи Японії минулого» в The Guardian, 28.10.2004
- Міжвідомча робоча група з нацистських воєнних злочинів та японського імперського уряду (IWG) [Архівовано 26 серпня 2017 у Wayback Machine.] Національне управління архівів і документів США (NARA). Без дати.
- «Інший Голокост» [Архівовано 10 лютого 2021 у Wayback Machine.] Без дати.
- «Зґвалтування королеви МІН» 2002
- RJ Rummel, «Статистика японського демоциду: оцінки, розрахунки та джерела» [Архівовано 23 березня 2010 у Wayback Machine.] , Гавайський університет, 2002 р.
- Шейн Грін. [Архівовано 15 листопада 2004 у Wayback Machine.] «Азійський Освенцім з підрозділу 731» [Архівовано 15 листопада 2004 у Wayback Machine.] в The Age, 29.08.2002
- «Заява прем’єр-міністра Томіїчі Мураями» [Архівовано 21 лютого 2022 у Wayback Machine.] 15.08.1995
- в US News & World Report 1995-07-31
- Японське ставлення до військовополонених Другої світової війни [Архівовано 17 лютого 2022 у Wayback Machine.]